# Stade olympique choletais
 (juillet 2023).
Si vous disposez d'ouvrages ou d'articles de référence ou si vous connaissez des sites web de qualité traitant du thème abordé ici, merci de compléter l'article en donnant les références utiles à sa vérifiabilité et en les liant à la section « Notes et références ».
Maillots
Le Stade olympique choletais est un club français de football fondé en 1913 et basé à Cholet (Maine-et-Loire). Après avoir évolué dans les championnats régionaux, le SO Cholet évolue en National de la saison 2017-2018 à la saison 2023-2024 à l’issue de laquelle il est relégué administrativement par la DNCG en Régional 3.

## Histoire
Le Club olympique choletais, fondé en 1913, dispute son premier match officiel en le 28 septembre de la même année contre les Angevins du Club sportif Julien Bessonneau qu'il bat à domicile sur le score de 9 à 0. Le club change de nom pour prendre celui de « Club des Antennes choletaises » durant l'été 1943,.
Le club atteint les huitièmes de finale du Championnat de France USFSA en 1919. Il y a eu ensuite les huitièmes de finale de la Coupe de France en 1940.
En 1975, le club se hisse pour la première et unique fois en Division 2, et passe une saison dans cette division.
Pour la saison 2014-2015, une nouvelle équipe prend la direction du club. Benjamin Erisoglu, PDG de l'entreprise Technitoit, a pris la présidence et a amené dans ses bagages l'ancien joueur et international français Christian Sarramagna qui est devenu directeur sportif du club. Les Choletais réalisent cette saison un beau parcours en Coupe de France. Au 7e tour, ils éliminent les Martiniquais de Lamentin (2-0) avant d'éliminer Aurillac (CFA 2) lors du 8e tour (3-0). Le 4 janvier 2015, ils se qualifient pour les 16es de finale sur la pelouse de l'AS Beauvais Oise (CFA) après avoir été réduits à 10 pendant plus d'une heure (0-0, 5-6 TAB),. Le 21 janvier 2015, en 16e de finale et devant 5 000 spectateurs, le SOC est finalement éliminé par le Stade brestois (Ligue 2) (1-3) après prolongations,.
À l'issue de la saison 2014-2015, les Choletais valident leur montée en CFA, une première depuis 1994, après un succès contre La Roche-sur-Yon (1-0) lors de l'avant-dernière journée du championnat,.
Juste après la fin du championnat, Christian Sarramagna est intronisé entraîneur du SOC pour la saison 2015-2016. Le 3 janvier 2016, il retrouve son poste de directeur sportif et laisse son poste à Nicolas Le Bellec.
Le 29 avril 2017, le SO Cholet remonte officiellement en National après son nul obtenu sur la pelouse du SO Romorantin (1-1). Il finit 2e du groupe A en CFA 2016-2017 à quelques points de la réserve du Stade rennais FC.
Après une 8ème place de National en 2020-2021 sous les ordres de Stéphane Rossi, il annonce son départ. Le 17 mai 2021, Richard Déziré est nommé entraîneur du SO Cholet pour la saison 2021-2022 après une courte expérience de 2 mois au club de l'US Créteil.

## Palmarès et résultats

### Palmarès
| Compétitions nationales | Compétitions régionales |
| --- | --- |
| - Championnat de France amateurs (1935-1971) - Vice-champion : 1957 - Vainqueur de groupe : 1953 et 1958 - Championnat de France D4 - Vainqueur de groupe : 1993 - Championnat de France D5 - Vainqueur de groupe : 2015 | - Division d'Honneur de l'Atlantique - Champion : 1968 et 2009 - Division d'Honneur de l'Ouest - Champion : 1945, 1946 et 1951 Coupes - Coupe de l'Atlantique - Vainqueur : 1991 et 1994 - Coupe de l'Ouest - Vainqueur : 1952 et 1955 |

### Bilan saison par saison
Le tableau suivant indique le championnat disputé par le club depuis la saison 1947-1948.

## Image et identité
L'historique du logo est le suivant :

Logo jusqu'en 2015.
Logo actuel.

## Personnalités

### Présidents
- 2014-2024:  Benjamin Erisoglu[17]
- 2024- :  Muhammet Erisoglu[18]

### Entraineurs
Le tableau suivant présente une liste d'entraîneurs du club :
| Rang | Nom                | Période   |
| ---- | ------------------ | --------- |
|      | Camille Cottin     | 1944-1948 |
|      | Roger Mahé         | 1948-1954 |
|      | Raymond Toscanelli | 1954-1958 |
|      | ?                  | 1958-1963 |
|      | Thadée Cisowski    | 1963-1965 |
|      | René Gaulon        | 1965-1969 |
|      | André Basquin      | 1969-1971 |
|      | Raymond Abad       | 1971-1976 |
|      | René Guhel         | 1976-1979 |
|      | Paul Jurilli       | 1979-1981 |
|      | Henri Grillon      | 1981-1982 |

| Rang | Nom                    | Période         |
| ---- | ---------------------- | --------------- |
|      | Casimir Zuraszek       | 1982-1985       |
|      | ?                      | 1985-1987       |
|      | Karim Ibrahim          | 1987-janv. 1989 |
|      | Jean-Paul Radigois     | Janv. 1989-1997 |
|      | ?                      | 1997-1999       |
|      | Miklos Béres           | 1999-mars 2001  |
|      | ?                      | Mars 2001-2009  |
|      | Jean-Pascal Beaufreton | 2009-2011       |
|      | Charles Devineau       | 2011-2014       |
|      | Richard Bouillard      | 2014-2015       |
|      | Christian Sarramagna   | 2015-janv. 2016 |

| Rang | Nom               | Période              |
| ---- | ----------------- | -------------------- |
|      | Nicolas Le Bellec | Janv. 2016-mai 2018  |
|      | Romain Revelli    | Mai 2018-août 2019   |
|      | Wilfried Niflore  | Août 2019            |
|      | Erol Malkoç       | Août 2019-déc. 2019  |
|      | Stéphane Rossi    | Déc. 2019-Mai. 2021  |
|      | Richard Déziré    | Mai. 2021-Mai 2022   |
|      | Stéphane Rossi    | Juillet 2022-2023    |
|      | Goran Jovanovic   | 2023-oct. 2023       |
|      | Vincent Rautureau | Nov. 2023- Mars 2024 |
|      | David Augereau    | Mars 2024-2024       |
|      | Nenad Zekovic     | 2024-                |

## Structures du club

### Stades
L'équipe fanion du SOC évolue au stade omnisports de Cholet d'une capacité d'environ 2 000 places. Les autres équipes jouent au stade Pierre-Blouen (1 000 places environ).

### Éléments comptables
Le tableau ci-dessous résume les différents budgets prévisionnels du club saison après saison.
| Saison | 2016-2017 | 2017-2018 | 2018-2019 | 2019-2020 | 2020-2021 |
| Budget | N.C       | 2,7 M€    | 2,7 M€    | 2,9 M€    | 2,7 M€    |